# Roman Jasiński (pianista)
Roman Jasiński (ur. 16 października 1900 w Warszawie, zm. 4 września 1987 tamże) – polski pianista, publicysta muzyczny i pedagog.

## Życiorys
Gry na fortepianie uczył się najpierw pod kierunkiem Juliusza Wertheima, a następnie w Konserwatorium Warszawskim u Zbigniewa Drzewieckiego. Studia kontynuował w Paryżu u Ricarda Viñesa. W latach 1924−1934 koncertował m.in. w Filharmonii Narodowej a od 1931 był profesorem klasy fortepianu w Konserwatorium Warszawskim. W latach 1935−1968, z przerwą w okresie wojny, Roman Jasiński związany był z Polskim Radiem, gdzie od 1948 do 1968 pełnił funkcję naczelnego redaktora muzycznego, a także prowadził audycje radiowe m.in. cykl "Rozmaitości muzyczne". Zajmował się także działalnością publicystyczną, pisząc m.in. do Wiadomości Literackich i Ruchu Muzycznego. 
Autor trzech książek: Na przełomie epok. Muzyka w Warszawie (1910−1927) (1979), Koniec epoki. Muzyka w Warszawie (1927−1939) (1986), Rozmaitości muzyczne (1989).  
Jego wspomnienia wydało Wydawnictwo Literackie w dwóch tomach: Zmierzch starego świata. Wspomnienia 1900–1945 (2006) i Nowe życie. Wspomnienia 1945−1976 (2019). W 2011 PIW wydał z kolei wspomnienia Jasińskiego spisane przez Romana Jarockiego pt. Z albumu Romana Jasińskiego.

## Ordery i odznaczenia
- Krzyż Oficerski Orderu Odrodzenia Polski (8 lipca 1954)[3]
- Krzyż Kawalerski Orderu Odrodzenia Polski (11 sierpnia 1945)[4]
- Złoty Krzyż Zasługi (31 października 1950)[5]
- Medal 10-lecia Polski Ludowej (7 stycznia 1955)[6]